# 홍제
홍제(鴻濟)는 신라 진흥왕(眞興王), 진지왕(眞智王), 진평왕(眞平王)의 연호이다. 572년에서 584년 정월까지 12년 1개월 동안 사용하였다. 576년에 진흥왕의 뒤를 이어 즉위한 진지왕이 579년까지 이어서 사용하였으며, 진지왕이 폐위되고 왕위에 추대된 진평왕이 다시 584년 정월까지 이어서 사용하고 2월에 개원하였다.

## 연대대조표
| 홍제 | 원년       | 2년        | 3년        | 4년        | 5년        | 6년        | 7년        | 8년        | 9년        | 10년       |
| 서력 | 572년      | 573년      | 574년      | 575년      | 576년      | 577년      | 578년      | 579년      | 580년      | 581년      |
| 간지 | 임진(壬辰) | 계사(癸巳) | 갑오(甲午) | 을미(乙未) | 병신(丙申) | 정유(丁酉) | 무술(戊戌) | 기해(己亥) | 경자(庚子) | 신축(辛丑) |
| 홍제 | 11년       | 12년       | 13년       |            |            |            |            |            |            |            |
| 서력 | 582년      | 583년      | 584년      |            |            |            |            |            |            |            |
| 간지 | 임인(壬寅) | 계묘(癸卯) | 갑진(甲辰) |            |            |            |            |            |            |            |

## 같이 보기
- 한국의 연호

| 이전연호: | 다음연호: |
| --------- | --------- |
| 대창      | 건복      |